# Luisa Elena Contreras Mattera
Luisa Elena Tương phản Mattera (1922-2006) là một phi công máy bay người Venezuela. Vào ngày 1 tháng 7 năm 1943, cô đã nhận được giấy phép phi công của mình từ Escuela de Aviación Civil Miguel Rodríguez. Cô trở thành người phụ nữ đầu tiên hoàn thành chuyến bay một mình ở Venezuela.